# Maciej Makuszewski
Maciej Makuszewski (n. 29 septembrie 1989, Grajewo, Polonia) este un fotbalist polonez care joacă în prezent pentru Lech Poznań pe postul de mijlocaș. Joacă din 2017 și pentru echipa națională de fotbal a Poloniei. 

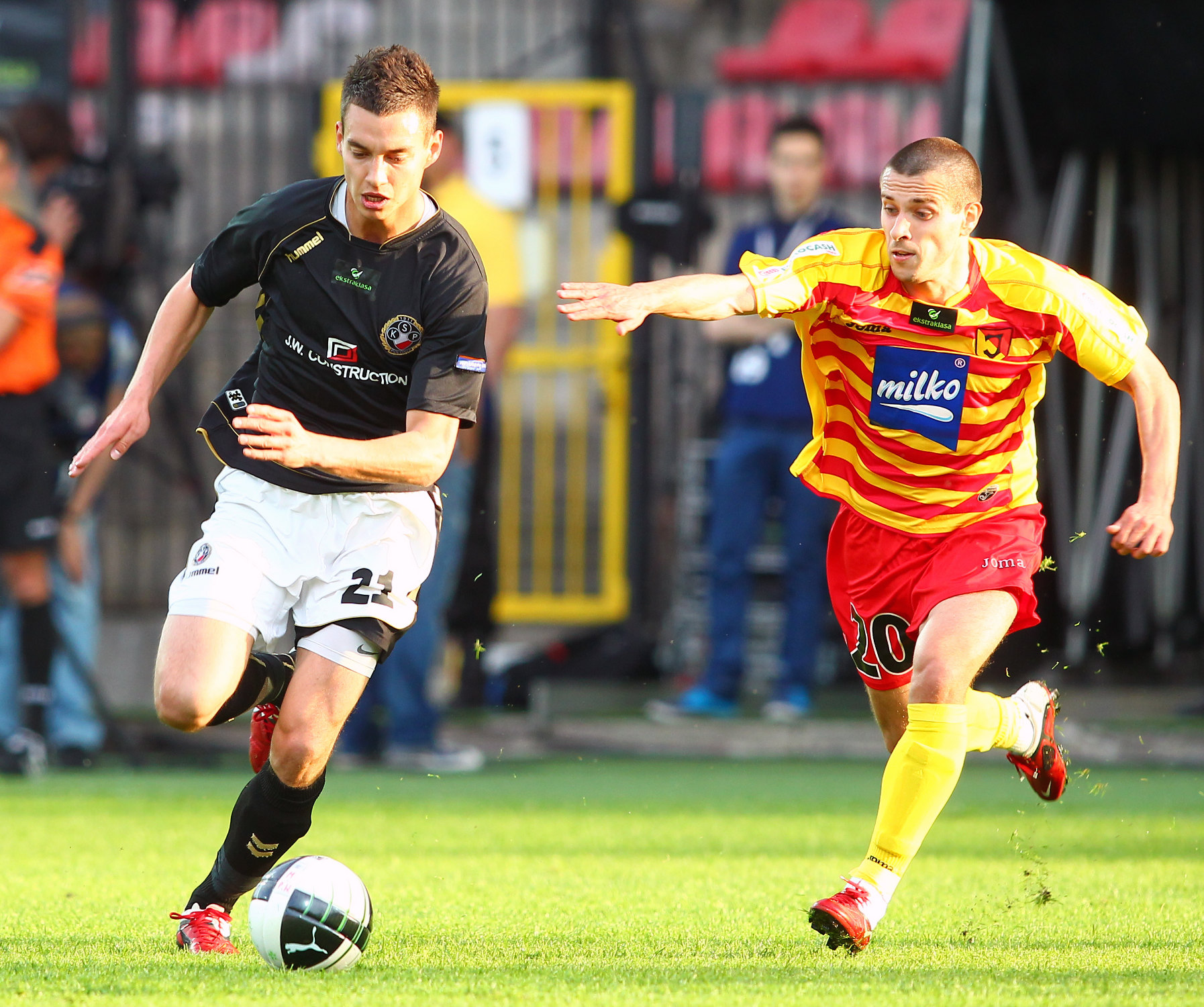
Maciej Sadlok și Maciej Makuszewski

## Carieră

### La club
În vara anului 2008, a semnat un contract cu Wigry Suwałki pe o perioadă de un an. În iunie 2010 a ajuns la Jagiellonia Białystok, cu care a semnat un contract pe patru ani. Pe 6 septembrie 2012, Makuszewski a semnat un contract pe trei ani cu echipa Terek Groznîi din Prima Ligă Rusă. În ianuarie 2014 a fost împrumutat la Lechia Gdańsk timp de șase luni cu o opțiune de cumpărare. A ajuns la Lech Poznań în vara anului 2016. La 16 iunie 2017 a fost transferat de la Lechia Gdańsk și a semnat un contract pe trei ani cu Lech Poznań.

### La națională
A fost membru al echipei naționale de fotbal a Poloniei sub 21 de ani. El și-a făcut debutul în echipa națională de fotbal a Poloniei în meciul din deplasare împotriva Danemarcei de la 1 septembrie 2017.
În luna mai a anului 2018 a fost inclus de selecționerul Poloniei, Adam Nawałka, în lotul lărgit format din 35 de jucători, în vederea participării la Campionatul Mondial din 2018 din Rusia. El nu a făcut parte din lotul final de 23 de jucători.